# Racing Club de Lens (féminines)
Cet article traite de l'équipe féminine. Pour l'équipe masculine, voir Racing Club de Lens.
Maillots
Actualités
La section féminine du Racing Club de Lens, ou RC Lens Féminin, est un club féminin de football français né en 2020 du transfert des droits sportifs du Arras Football Club Féminin, fondé en 2001 sous le nom d'Arras Football Association, au RC Lens.
Les Arrageoises atteignent pour la première fois de leur histoire la Division 1 en 2012, après avoir gravi les échelons depuis la Ligue du Nord-Pas-de-Calais en une dizaine d'années, passant huit saisons en Division 3, et seulement deux en Division 2.
L'équipe fanion du club, entraînée par Sarah M'Barek, évolue en Première Ligue depuis la saison 2025-2026.

## Histoire

### 11 années pour rejoindre l'élite (2001-2012)

#### Création et première promotion (2001-2002)
Bâtie en 2001, en tant que section féminine du Arras FA, l'équipe ne reste qu'une saison dans le championnat régional de la Ligue Nord-Pas-de-Calais. En effet, les Arrageoises terminent à la 3e place de leur groupe au Tournoi interrégional derrière les réserves du Paris SG et du FCF Hénin-Beaumont. Bien que seule la première place soit qualificative pour la division supérieure, les réserves étant interdites de montée, la place échoit au club du Pas-de-Calais. Le Arras FA obtient ainsi, pour sa première année d'existence, une promotion pour l'échelon supérieur tout nouvellement créé : la Division 3 Nationale (D3).

#### Une équipe solide de Division 3 (2002-2010)
Le club participe ensuite, pendant huit saisons, au championnat de France de troisième division - depuis la création de cette division à sa suppression. De mieux en mieux placée chaque année mais jamais promue, l'équipe manque une première fois de peu la qualification pour le tournoi final lors de la saison 2005-2006 en terminant 3e de sa poule derrière Blanc-Mesnil SF et l'US Gravelines. Ce n'est que partie remise, et les Arrageoises atteignent finalement le tournoi final de la division lors de la saison 2007-2008. Elles échouent cependant dans leur quête du titre, perdant leurs trois rencontres face à l'ES Blanquefortaise, le FC Rouen et le Limoges LF. Il lui faut attendre encore deux ans et la dernière année d'existence de la Division 3 (2009-2010) pour obtenir enfin son précieux billet pour la Division 2. Déçues d'avoir échoué derrière le FF Issy, à une deuxième place non-qualificative, lors de la saison précédente, les Arrageoises finissent la saison 2009-2010 confortablement installées à la tête de leur groupe (Gr. C), loin devant Leers omnisports, et accèdent ainsi à la Division 2. Elles glanent également un titre honorifique de Vice-champion, derrière la réserve de l'Olympique lyonnais.

#### Le passage éclair en Division 2 (2010-2012)
Dès sa première saison en Division 2, l'équipe, fraîchement promue, termine à une encourageante 3e place du groupe A (63 pts), loin derrière le FC Vendenheim (83 pts), mais à égalité de points avec le second, le Dijon FCO. À l'issue de cette saison 2010-2011, la section féminine sera détachée du Arras FA. Le club devient exclusivement féminin et adopte comme nouveau nom de club : Arras Football Club féminin (Arras FCF).
Le 11 mars 2012, les Arrageoises atteignent pour la première fois les quarts de finale de la Coupe de France, après une victoire face au FCF Condéen. Elles éliminent ensuite en quart l'ESOFV La Roche-sur-Yon au terme d'un match à rebondissements et poursuivent leur parcours jusqu'en demi-finales où elles sont sévèrement sorties, 8 buts à 0, par l'ogre lyonnais. Près de 2 500 spectateurs sont venus assister à ce match, ce qui constitue un record d'affluence au stade Degouve-Brabant.
Cette même année, le 27 mai 2012, le club accède pour la première fois de son histoire à la première division en terminant premier de son groupe (Gr. A) de seconde division et Vice-champion de la compétition derrière le Toulouse FC. Le bilan en 22 matchs de championnat est de 17 victoires, 2 nuls et 3 défaites.

### Dans l'élite du football féminin français (2012-2020)

#### La découverte de la Division 1 (2012-2015)

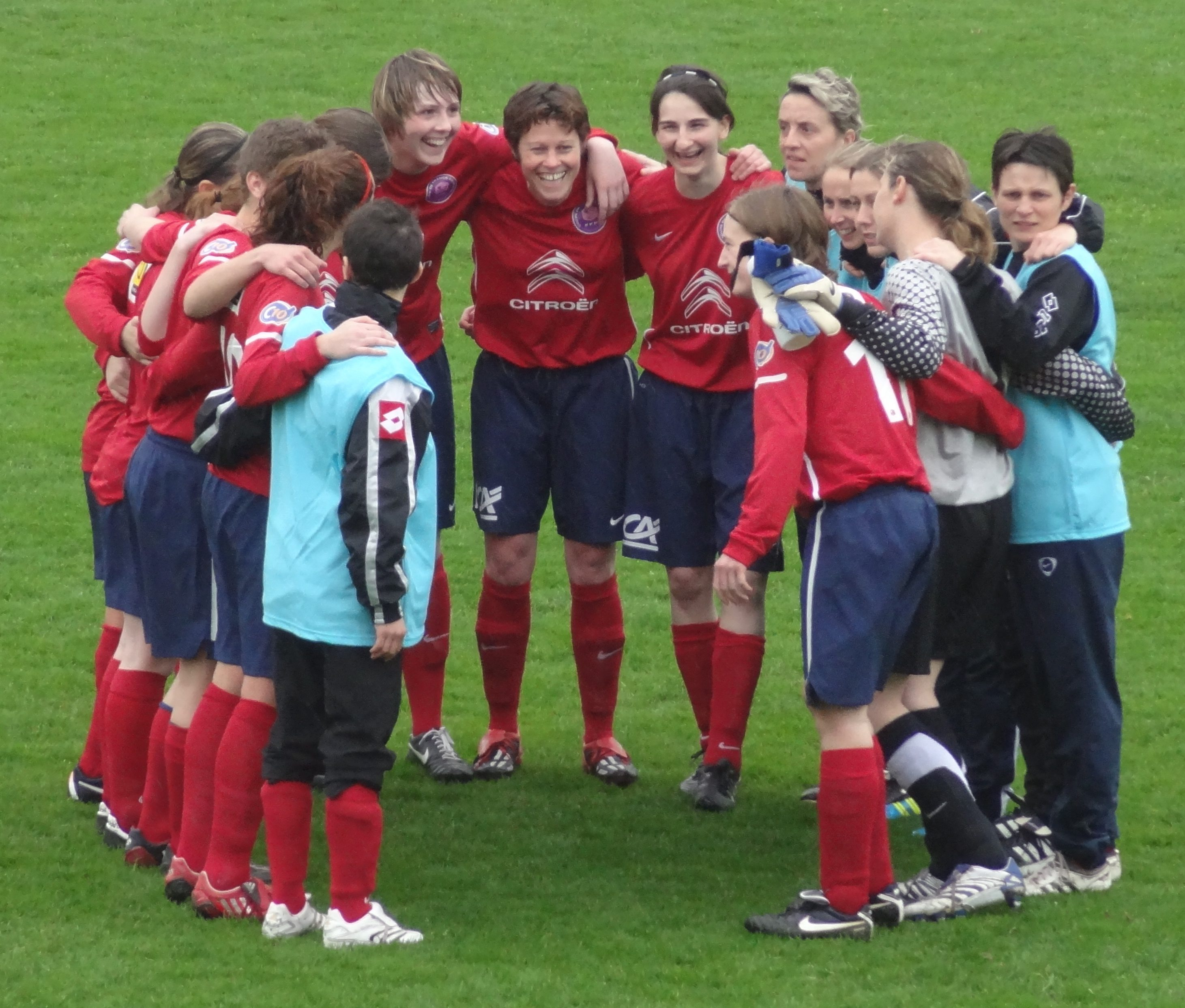
Les joueuses d'Arras.

Pour sa première saison en première division, le club quitte le stade Pierre-Bolle et organise ses rencontres à domicile au stade Degouve, d'une capacité d'un peu plus de 2000 places, et où évolue également l'équipe masculine du Arras FA.
Par ailleurs, au début de cette saison 2012-2013 dans l'élite du football féminin français, le duo d'entraîneurs Jean-Pierre Marrochini et René Devienne est remplacé, pour répondre aux exigences de la Fédération française de football en matière de diplômes d'entraîneurs, par un duo René Devienne/Éric Zelazny, avant que ce dernier ne se retire finalement en raison de conflits internes, et ne soit remplacé par Claude Rioust.
L'équipe termine sa première expérience dans l'élite à la 9e place, 4 points devant le premier relégable, le FC Vendenheim, qu'il a condamné à la relégation lors de l'avant-dernière journée - en arrachant un match nul (2-2) en terre alsacienne. Demi-finaliste lors de l'édition précédente, elle s'incline cette fois en Coupe de France dès son entrée en lice, sur la pelouse du club de Division 2 du FCF Hénin-Beaumont (2 buts à 1).
Gagnant une place au classement final par rapport à la saison précédente, la 8e place finale des Arrageoises lors de la saison 2013-2014 est un peu en "trompe-l'œil" : l'équipe ne sauvant sa tête qu'à la toute dernière journée, en décrochant un match nul (0-0) à domicile face à l'EA Guingamp. En Coupe de France, le club atteindra cette fois les 1/8e de finale, ne cédant qu'aux tirs au but (score final : 2-2 [Tab : 6-5]) face au FC Vendenheim (Division 2).

### Fusion avec le RC Lens (depuis 2020)
À la fin des années 2010, le Racing Club de Lens ambitionne de créer sa propre section féminine. Pour cela, plusieurs options sont étudiées : monter une section de toutes pièces ou fusionner avec un club de la région, l'Arras FCF ou le FCF Hénin-Beaumont. Finalement, le projet de fusion avec Arras est celui retenu. Ainsi, dès l'été 2019, une convention de partenariat rapproché est signée entre les deux clubs, permettant notamment à l'équipe première d'Arras de s'entraîner au centre d'entraînement de La Gaillette deux fois par semaine. Le 2 novembre 2019, Arras se rend au stade Bollaert-Delelis pour disputer le derby face au LOSC. Jouant pour la première fois sous les couleurs du RC Lens, les Arrageoises sont battues 1-2 par les Lilloises.
Alors qu'en avril 2020, plusieurs doutes sont exprimés du côté lensois sur la fusion, en cause notamment la gestion du club d'Arras, les deux clubs actent définitivement fin juin le transfert des droits sportifs de l'Arras FCF au RC Lens, donnant naissance à la section féminine du RC Lens. Sarah M'Barek signe pour trois ans pour le poste de manager générale du RC Lens Féminin et va s'appuyer pour la saison 2020-2021 sur une grande partie sur l'effectif d'Arras, qui est tout de même renouvelé à hauteur de 30 %, avec sept à huit arrivées, dont la milieu de terrain Christy Gavory et l'attaquante Namnata Traoré.
A deux matchs de la fin de saison 2024-2025, elles sont assurées de monter d'une division et accéder à la Première Ligue 2025-2026.

## Dates clés
- 2001 : Création de la section féminine du Arras FA
- 2002 : 3e du Championnat interrégion, Montée immédiate en Division 3 Nationale (D3) nouvellement créée
- 2008 : Échoue de peu la montée en Division 2 Nationale (4e du tournoi final 1)
- 2010 : Vice-champion de D3 (1er du groupe C), Promotion en Division 2 Nationale (D2)
- 2011 : Scission d'avec le Arras FA, Création du Arras FCF exclusivement féminin
- 2012 : Vice-champion de D2 (1er du groupe A), Première accession à la Division 1 Nationale (D1), Demi-finale de Coupe de France perdue contre l'Olympique lyonnais
- 2013 : Arrivée du technicien Claude Rioust à la tête de l'équipe première
- 2020 : Changement de nom ; le club devient officiellement le Racing Club de Lens féminin. Arrivée de Sarah M'Barek à la tête de l'équipe. Le nouveau président est Joseph Oughourlian.
- 2025: Vice-champion de Division 2

## Résultats sportifs

### Palmarès
Le tableau suivant liste le palmarès du club actualisé à l'issue de la saison 2013-2014 dans les différentes compétitions officielles au niveau national et régional.
| Compétitions nationales | Compétitions régionales     |
| - Championnat de France de Division 2 - Vice-champion : 2012 et 2025. - Championnat de France de Division 3 - Vice-champion : 2010. - Coupe de France - Demi-finaliste : 2012. | Votre aide est la bienvenue |

### Bilan saison par saison
Le tableau suivant retrace le parcours du club depuis sa création en 2001 sous la dénomination d'Arras FA, puis d'Arras FCF de 2011 à 2020.
Avant le début de l'exercice 2019-2020, le club a passé trois saisons en première division, entre 2012 et 2015, six saisons en deuxième division (2010-2012, puis depuis 2015), huit saisons en troisième division et enfin une seule dans le championnat régional de la Ligue Nord-Pas-de-Calais, lors de sa création.
| Saison    | Division 1 | Division 2          | Division 3                      | Divisions régionales | Coupe de France       |
| 2001-2002 | -          | -                   |                                 | 3e (Gr. B)           | 4e tour régional      |
| 2002-2003 | -          | -                   | 6e (Gr. A)                      |                      | 2e tour fédéral       |
| 2003-2004 | -          | -                   | 8e (Gr. A)                      | ...                  |                       |
| 2004-2005 | -          | -                   | 6e (Gr. A)                      | ...                  |                       |
| 2005-2006 | -          | -                   | 3e (Gr. A)                      | ...                  |                       |
| 2006-2007 | -          | -                   | 6e (Gr. C)                      | 1/16e de finale      |                       |
| 2007-2008 | -          | -                   | 2e (Gr. A) 4e (Tournoi Final 1) | 1/16e de finale      |                       |
| 2008-2009 | -          | -                   | 2e (Gr. C)                      | 1/16e de finale      |                       |
| 2009-2010 | -          | -                   | 1er (Gr. C)                     | 1/8e de finale       |                       |
| 2010-2011 | -          | 3e (Gr. A)          |                                 | 1er tour fédéral     |                       |
| 2011-2012 | -          | 1er (Gr. A)         | Demi-finaliste                  |                      |                       |
| 2012-2013 | 9e         | -                   | 32es de finale                  |                      |                       |
| 2013-2014 | 8e         | -                   | 8es de finale                   |                      |                       |
| 2014-2015 | 11e        | -                   | 32es de finale                  |                      |                       |
| 2015-2016 | -          | 2e (Gr. A)          | 1er tour fédéral                |                      |                       |
| 2016-2017 | -          | 3e (Gr. A)          | 16es de finale                  |                      |                       |
| 2017-2018 | -          | 6e (Gr. A)          | Quarts de finale                |                      |                       |
| 2018-2019 | -          | 8e (Gr. A)          | 1er tour fédéral                |                      |                       |
| 2019-2020 | -          | 9e (Gr. B)          | Quarts de finale                |                      |                       |
| 2020-2021 | -          | Compétition arrêtée | Compétition arrêtée             |                      |                       |
| 2021-2022 | -          | 6e (Gr. A)          | 16es de finale                  |                      |                       |
| 2022-2023 | -          | 5e (Gr. A)          | 8es de finale                   |                      |                       |
| 2023-2024 | -          | 5e                  |                                 |                      | Quarts de finale      |
| 2024-2025 | -          | 2e                  |                                 |                      | Deuxième tour fédéral |

## Identité visuelle

Logo du Arras FA.
Logo du Arras FCF de 2011 à 2020.
Logo du RC Lens.

## Effectif actuel
* Les sélections indiquées en petits caractères représentent des sélections nationales jeunes dont les joueuses ont fait partie dans le passé.

## Personnalités du club

### Propriétaire
- Joseph Oughourlian (depuis 2020)

### Présidents
- Philippe Verstaen
- Joseph Oughourlian (2020-2025)
- Andreea Koenig (depuis 2025)

### Entraîneurs
- Jean-Pierre Marrochini ( ~ à 2012)
- Éric Zelazny (2012)
- René Devienne (2012 à 2015)
- Claude Rioust (2013 à 2015)
- Daniel Krawczyk (2015 à 2020)
- Sarah M'Barek (depuis 2020)

## Organisation

### Structures d'entraînement
Alors qu'elles s'entraînaient sur le vétuste stade Pierre-Bolle d'Arras, avec la reprise du club par le RC Lens en 2020, les joueuses artésiennes disposent désormais des terrains de La Gaillette, le centre technique et sportif du club lensois situé à Avion et créé en 2002.

### Présidence
Andreea Koenig a été nommée présidente du RC Lens féminin le mercredi 16 avril 2025. Elle était depuis 2019 membre du conseil d'administration du RC Lens et vice-présidente de la Ligue de football féminine professionnelle (LFFP).